# قوش-قرغان (شهرستان چوی)
قوش-قرغان (به لاتین: Kosh-Korgon) یک منطقهٔ مسکونی در قرقیزستان است که در شهرستان چوی واقع شده‌است. قوش-قرغان ۰٫۸ کیلومتر مربع مساحت و ۱٬۲۵۹ نفر جمعیت دارد.